# Массовое убийство в Глитишкес
Массовое убийство в Глитишкес — убийство мирных граждан польской национальности литовскими полицейскими из 258-о батальона Шуцманшафт 20 июня 1944 года.

## Ход событий
19—20 июня 1944 года у командира роты 258-о литовского полицейского батальона Пятраса Полекаускаса (лит. Petras Polekauskas) появилась информация о расположении членов Армии Крайова в усадьбе в деревне Глитишкес. На разведку были направлены 8 полицейских. В бою с членами Армии Крайова под командованием Виктора Вёнцкого (пол. Wiktor Wiącki) погибло 4 полицейских. Когда прибыл основной отряд, усадьба уже была пуста. Полицейские допросили всех рабочих усадьбы и расстреляли. В тот же день был расстрелян администратор усадьбы Владислав Комар. Жертвами резни стали по меньшей мере 27 человек, включая 12 женщин и 11 детей. По другим источникам, погибло 39 человек.
Командир роты Пятрас Полекаускас в конце войны бежал на Запад. Умер в 1965 году в США.
23 июня 1944 года Армия Крайова в отместку провела операцию в местечке Дубингяй, в ходе которой было убито свыше 20 литовских мирных жителей.